# Cervara di Roma
Cervara di Roma é uma comuna italiana da região do Lácio, província de Roma, com cerca de 470 habitantes. Estende-se por uma área de 31 km², tendo uma densidade populacional de 15 hab/km². Faz fronteira com Agosta, Arsoli, Camerata Nuova, Marano Equo, Rocca di Botte (AQ), Subiaco.

## Demografia
| Variação demográfica do município entre 1861 e 2011                               |
|                                                                                   |
| Fonte: Istituto Nazionale di Statistica (ISTAT) - Elaboração gráfica da Wikipedia |